# Can Pau Rector
Can Pau Rector és una obra de Llinars del Vallès (Vallès Oriental) inclosa a l'Inventari del Patrimoni Arquitectònic de Catalunya.

## Descripció
Edifici situat a la serra, dins d'una zona boscosa. Consta de planta baixa, pis, porxo cobert per teules, una bassa d'aigua i una escala exterior que duu a una porta que formava d'una part de la casa avui en ruïnes. Estris per a la feina del camp. Teulada a doble vessant amb aiguavés als costats, la de la dreta en un nivell superior. Bigues de fusta. Porta principal d'arc de mig punt adovellada. Rellotge de sol pintat a la paret. Dues finestres renaixentistes d'arc conopial a la llinda, decorades amb flors en relleu, columnetes als angles i motllura a l'ampit, una dels quals amb relleus.